# Futurama: The Beast with a Billion Backs
Futurama: The Beast with a Billion Backs is een Amerikaanse animatiefilm uit 2008, en de tweede animatiefilm gebaseerd op de serie Futurama. De film is uitgebracht als direct-naar-dvd.

## Verhaal
De film speelt zich een maand na Bender's Big Score af. De gevolgen van de gebeurtenissen uit die film zijn nog altijd merkbaar, maar de meeste mensen zijn inmiddels doorgegaan met hun normale leven. Amy en Kif zullen gaan trouwen, en Fry begint een relatie met een vrouw genaamd Colleen. Al snel komt hij erachter dat Colleen met nog vier andere mannen een relatie heeft. Fry kan niet accepteren dat ze zich niet op 1 man kan richten, en verbreekt de relatie.
Professor Farnsworth wil ondertussen een expeditie opzetten om de anomalie die ontstaan is door Bender's daden in de vorige film te onderzoeken. Hij verslaat zijn rivaal Wernstrom in een spelletje “doodsbal” om de rechten op deze expeditie te krijgen. Bender wordt eropuit gestuurd om de anamolie te onderzoeken, maar zodra hij hem aanraakt ontstaat er een schokgolf die de crew de ruimte in schiet. Farnsworth en Wernstrom ontdekken dat alleen een levend wezen de anamolie zonder gevolgen kan betreden, maar dat apparatuur zoals robots worden vernietigd als ze dit proberen. Voordat ze een tweede expeditie kunnen opzetten, wordt Zapp Brannigan eropuit gestuurd om hetgeen zich aan de andere kant van de anomalie bevindt te vernietigen.
Ondertussen voelen zowel Fry als Bender zich alleen en ongewenst. Fry gaat in zijn depressieve bui stiekem aan boord van Zapps schip zodat hij rust kan vinden aan de andere kant van de anomalie. Bender wordt ondertussen benaderd door de League of Robots, een geheim genootschap van robots geleid door zijn held, Calculon. Door zijn haat tegen mensen wordt Bender al snel een gerespecteerd lid.
Wanneer Fry de anomalie betreedt, wordt Zapps plan voor een verrassingsaanval verstoord. In de chaos die ontstaat wordt Kif per ongeluk gedood. Aan de andere kant van de anomalie blijkt zich een ander universum te bevinden. Hier ontmoet Fry een kolossaal wezen met 1 oog en tentakels. Het wezen probeert via de anomalie de aarde te bereiken, en valt iedereen aan die hij tegenkomt. Het wezen blijkt onstopbaar daar hij gemaakt is van elektromaterie. Het wezen blijkt tevens een vreemde invloed uit te oefenen op de mensen; iedereen die door de tentakels wordt aangeraakt, begint het wezen prompt te vereren. Fry wordt zelfs de paus van een religie geheel gewijd aan dit wezen.
Ondertussen is Bender van mening dat de League of Robots een strikte geen-mensenpolitiek moet voeren. Wanneer Bender zijn vrienden echter helpt de tentakels van het wezen te ontlopen, wordt hij door de robots beschuldigd van verraad. Bender pikt dit niet, en daagt Calculon uit tot een duel. Bender wint door vals te spelen, en wordt de nieuwe leider van de league.
Uiteindelijk is Leela de enige op aarde die nog niet onder invloed van het wezen is. Ze onderzoekt een stukje tentakel van het wezen, en ontdekt dat de tentakels in werkelijkheid voortplantingsorganen zijn. Ze maakt dit bekend aan alle aanbidders van het wezen. Op dat moment duikt het wezen, dat zichzelf nu Yivo noemt, op. Hij verklaart dat zichzelf voortplanten zijn primaire doel was, maar dat hij echt is gaan houden van alle mensen op aarde. Als teken van goede wil brengt hij Kif weer tot leven, en verwijdert zijn tentakels uit de lichamen van alle mensen.
Yivo neemt vervolgens alle mensen mee naar het universum achter de anomalie. Net op dat moment duikt Bender op met een leger robots om de aarde over te nemen. Tot zijn verbazing ziet hij dat alle mensen al vrijwillig vertrekken en met Yivo meegaan. De robots nemen de aarde over. Al snel slaat bij Bender echter de eenzaamheid toe.
Fry stuurt tegen Yivo's wil een brief naar Bender. De brief is echter ook van elektromaterie gemaakt, en Bender gebruikt dit om wapens te maken die Yivo wel kunnen deren. Samen met een groep robots gaat hij eropuit om zijn vrienden te “redden”. Bender en zijn leger harpoeneren Yivo. Yivo ontdekt dat Fry Bender een brief heeft gestuurd, ondanks de belofte nooit meer contact met een ander universum te zoeken. Woedend verbreekt hij zijn relatie met alle wezens uit het universum, en stuurt hen terug naar de aarde. Alleen Colleen blijft achter bij Yivo, waarna de anomalie sluit.

## Rolverdeling
| Acteur           | Personage |
| ---------------- | --- |
| Billy West       | Carnival Barker / Prof. Hubert J. Farnsworth / Philip J. Fry / Superhero / Dr. Zoidberg / M-5438 / Mr. Kroker / Richard Nixon's Head / Moon Farmer / Leo Wong / Zapp Brannigan / Squid |
| Katey Sagal      | Turanga Leela |
| John Di Maggio   | Bender / Randy / URL / Human Friend / Funkalistics Lead Singer |
| Tress MacNeille  | Fan / Bender's First Born Son / Hattie / Linda / The Grand Midwife / Batterybot / Kug / Miss Universe / Suicide Booth / Monique / Petunia / Mrs. Kroker                                |
| Maurice LaMarche | Harold Zoid / Kif Kroker / Calculon / Morbo / Schlomo / SportsBot 5000 / Lrrr / Destructor / Horrible Gelatinous Blob / Hedonismbot / Fishy Joseph Gillman                             |
| Phil LaMarr      | Bolt Rollands / Hermes Conrad / Clerkbot / Ndulu / Robot 1-X / Billionairebot |
| Lauren Tom       | Amy Wong / Inez Wong |
| David Herman     | Doctor Robot / British Robot / Dr. Ogden Wernstrom / Coffee Robot / Chu / Warden Vogel / Zebra / Fatbot / Giant Medium-Sized Ant / Mayor C. Randall Poopenmeyer / Pazuzu               |
| Dan Castellaneta | The Robot Devil |
| David Cross      | Yivo |
| Stephen Hawking  | Zichzelf |
| Brittany Murphy  | Colleen |